# Beelzebub (seriefigur)
Beelzebub (orig. Beelzebub) är Tyra Trollpackas "husdjur" - en kvast. Beelzebub skapades tillsammans med Tyra i serien Häxornas natt (Trick or Treat, Donald Duck #26, 1952, på svenska även kallad Kalle, Knattarna och det övernaturliga) av Carl Barks och kortfilmen Kalle Anka och häxan från samma år. Hans (?) något oberäkneliga personlighet, som allt som ofta ställer till problem för Tyra, kom sedan att utvecklas av framförallt amerikanska och italienska serieskapare.